# Charles McGinnis
Charles McGinnis   (Kansas City, 4 d'octubre de 1906 - Peoria, 29 d'abril de 1995) va ser un atleta estatunidenc, especialista en el salt de perxa, que va competir durant la dècada de 1920.
El 1928 va prendre part en els Jocs Olímpics d'Amsterdam, on disputà dues proves del programa d'atletisme. Guanyà la medalla de bronze en la prova del salt de perxa, mentre en la del salt d'alçada fou setè.

## Millors marques
- Salt d'alçada. 1m 956cm (1927)
- Salt de perxa. 4m 11cm (1928)[1][2]